# Santa Cruz (argentinská provincie)
Santa Cruz je argentinská provincie. Leží na jihu země, v oblasti Patagonie. Hlavním městem je Río Gallegos.

## Administrativní rozdělení
Provincie sestává ze sedmi departementů.
1. Corpen Aike (Puerto Santa Cruz)
2. Deseado (Puerto Deseado)
3. Güer Aike (Río Gallegos)
4. Lago Argentino (El Calafate)
5. Lago Buenos Aires (Perito Moreno)
6. Magallanes (Puerto San Julián)
7. Río Chico (Gobernador Gregores)